# Charles Burney
Charles Burney (Shrewsbury, 7 aprile 1726 – Chelsea, 12 aprile 1814) è stato un compositore, organista, storico della musica inglese, nonché padre della scrittrice Frances Fanny Burney.

## Biografia
Fu educato alla scuola pubblica di Chester, dove apprese i primi insegnamenti musicali. Il suo maestro era Edmund Baker, organista della cattedrale e pupillo del compositore John Blow. Tornato nella città natale all'età di quindici anni, Burney continuò i suoi studi musicali per tre anni sotto la guida del fratellastro, James Burney (organista presso la St. Mary's Church), e successivamente, dal 1744 al 1746, fu mandato a Londra come allievo di Thomas Arne. In questo periodo fu attivo anche come violinista e violista nelle orchestre di Händel.
Nel 1745 scrisse della musica per il Thomson's Alfred, che fu rappresentato al Teatro Drury Lane. Nel 1748 compose 6 sonate per 2 violini e basso continuo, il suo primo lavoro ad essere pubblicato.
Nel 1749 fu scelto organista della St. Dionis-Backchurch, Fenchurch Street con un salario di 30 sterline l'anno. Nello stesso anno sposò Esther Sleepe, che morirà nel 1761. 1769 Burney si risposerà con Elisabeth Allen, una vedova con 3 figli.
A causa del suo stato di salute nel 1751 si diresse a King's Lynn nel Norfolk, ove per 9 anni fu attivo nuovamente come organista con un compenso di 100 sterline l'anno. Durante questo periodo iniziò a prendere in considerazione l'idea di scrivere una storia generale della musica. Nel 1759 andò in scena la sua Ode for St Cecilia's Day al Ranelagh Gardens. Nel 1760, migliorata la sua salute, tornò con la famiglia a Londra.
Successivamente pubblicò alcuni suoi concerti per clavicembalo, i quali furono molto ammirati. Nel 1766 produsse per il Teatro Drury Lane una traduzione e adattamento dell'opera buffa Le Devin du village di Jean-Jacques Rousseau con il titolo di The Cunning Man.
In viaggio in Italia, nel 1770 conobbe e ammirò il celebre cantante Giuseppe Santarelli, da quell'anno direttore della Cappella Musicale Pontificia "Sistina", col quale nacque una solida amicizia.
Presso l'Università di Oxford, la quale onorò Burney il 23 giugno 1769 con i titoli di cavaliere e dottore della musica, rappresentò un Inno (18° salmo) (questo lavoro sarà rappresentato nuovamente in Germania nel 1773 da Carl Philipp Emanuel Bach). Sempre in quest'anno pubblicò anche An Essay towards a History of Comets.
Nonostante le sue molteplici occupazioni, Burney non perse mai di vista il suo maggior progetto A General History of Music e quindi decise di viaggiare all'estero per raccogliere materiale che non avrebbe mai trovato in Gran Bretagna. Dunque lasciò Londra nel giugno del 1770 portando con sè numerose lettere di presentazione e viaggiando a Parigi, Genova, Torino, Milano, Padova, Venezia, Bologna, Firenze, Roma e Napoli. I risultati delle sue osservazioni furono pubblicate nel The Present State of Music in France and Italy (Viaggio musicale in Italia) (1771). Nel luglio del 1772 fu nuovamente in viaggio attraverso il continente europeo per ulteriori ricerche. Nel 1773 diede alla stampa le sue relazioni di viaggio sotto il titolo The Present State of Music in Germany, the Netherlands and United Provinces (Viaggio musicale in Germania e Paesi Bassi).
Nel 1776 apparve il suo primo volume (in quarto) del suo da tempo progettato History of Music. Nel 1782 Burney pubblicò il suo secondo volume e nel 1789 il terzo e il quarto. Tuttavia in seguito furono sollevate critiche circa quest'opera, forse da parte dello storico tedesco Johann Nikolaus Forkel per alcune osservazioni errate scritte all'interno della stessa.
Nel 1774 pubblicò A Plan for a Music School. Nel 1779 redasse per la Royal Society un rapporto sul giovane William Crotch, un bambino prodigio che all'epoca suscitava molta attenzione. Nel 1785 uscì la sua relazione sulle memorie di Georg Friedrich Händel con una ricca descrizione biografica e nel 1796 pubblicò le Memoirs and Letters di Pietro Metastasio.
Verso la fine della sua vita Burney ricevé 1000 sterline per i suoi articoli musicali nella Rees's Cyclopaedia. Nel 1783 venne nominato organista del College in Chelsea e si trasferì da St. Martin's Street a Leicester Square. Indi diventò membro dell'Istituto Francese e dal 1806 fino alla sua morte ottenne una pensione di 300 sterline. Morì al Chelsea College e fu sepolto nel locale cimitero. Nella Westminster Abbey è esposta una lapide in suo ricordo.

## Lavori musicali
Oltre le opere già menzionate Burney scrisse altre composizioni:
1. 6 sonate per 2 violini e basso continuo (1748)
2. 6 duetti per 2 violini o fluati (1754)
3. 6 sonate per 2 violini e basso (1759)
4. 6 concerti in 7 parti per 4 violini, tenore, violoncello e basso (ca. 1760)
5. 2 lezioni per clavicembalo (1761)
6. 2 sonate per clavicembalo o fortepiano con accompagnamenti per violino e violoncello (ca. 1770)
7. 6 preludi, fughe e interludi per organo (ca. 1787)
8. XII canzonetti a due voci in canone, poesia dell'Abate Metastasio
9. 3 concerti per clavicembalo
10. 6 sonate per clavicembalo
11. 2 sonate per fortepiano, violino e violoncello
12. Una cantata, vari inni, etc.